# Imena pritlikavih planetov
Ime pritlikavih planetov (vljučno z asteroidi in planetoidi) je sestavljeno iz številke, ki predstavlja zaporedno številko odkritja, in iz imena (lahko je začasno ali stalno), ki ga je predlagal odkritelj. Zaporedna številka je zaporedna številka vpisa v pripadajoči katalog nebesnih teles in se določi šele, ko je znana tirnica tako točno, da je v bprihodnosti vedno mogoče določiti lego (običajno so za določitev tirnice dovolj že štiri lege). Tako se oznaka pritlikavega planeta zapiše v obliki : (številka) ime. Zgled: (90377) Sedna, kjer pomeni 90377 zaporedna številka iz kataloga, Sedna pa je ime. Številka se lahko tudi izpusti, dovolj je navesti samo ime (v tem primeru: Sedna). Prav tako se lahko uporablja tudi številko brez oklepajev (v tem zledu: 90377 Sedna).
Po dogovoru se za označevanje naravnih satelitov pritlikavih planetov včasih uporablja označevanje z rimskimi številkami. Tak način se je uporabljal že od Gelilejevih časov. Zgled: (87) Silvija I Romul pomeni satelit z imenom Romul, ki kroži okrog asteroida 87 Silvija
Leta 1851 je bilo znanih samo 15 asteroidov, ki so vsi imeli svoje astronomske simbole. Ko so odkrili večje število asteroidov, je postal ta način označevanja prekompliciran. Zaradi tega je Benjamin Apthorp Gould v letu 1851 predlagal, da bi jih označevali samo s številkami v zaporedju njihovega odkrivanja. Ta način se je hitro pričel uporabljati. Po letu 1949 so vse ostale različice označevanja odmrle. Edina izjema je bil Pluton, ki so ga imeli za planet, dokler ga leta 2006 niso izključili iz družine planetov. Takrat so mu dali formalno oznako 134340 Pluton.